# Manuel Albelda
Manuel Albelda fou un jurista i polític valencià. Exercí com a advocat dels Reials Consells i fou representant de la governació de Sant Felip en la Junta Superior d'Observació i Defensa del Regne. El 14 de febrer de 1810 fou elegit diputat a les Corts de Cadis per la província de València i el 4 de maig de 1811 va formar part de la Comissió de Sanitat.
Era contrari a la llibertat d'impremta i es va aliar amb el grup més conservador de les Corts, de tal manera que va votar en contra a encausar al bisbe d'Ourense quan va desafiar les Corts i contra la cessió de cedir els presidis africans al Marroc a canvi d'avantatges en la importació de grans. Va jurar la Constitució espanyola de 1812.